# 아폴리마섬

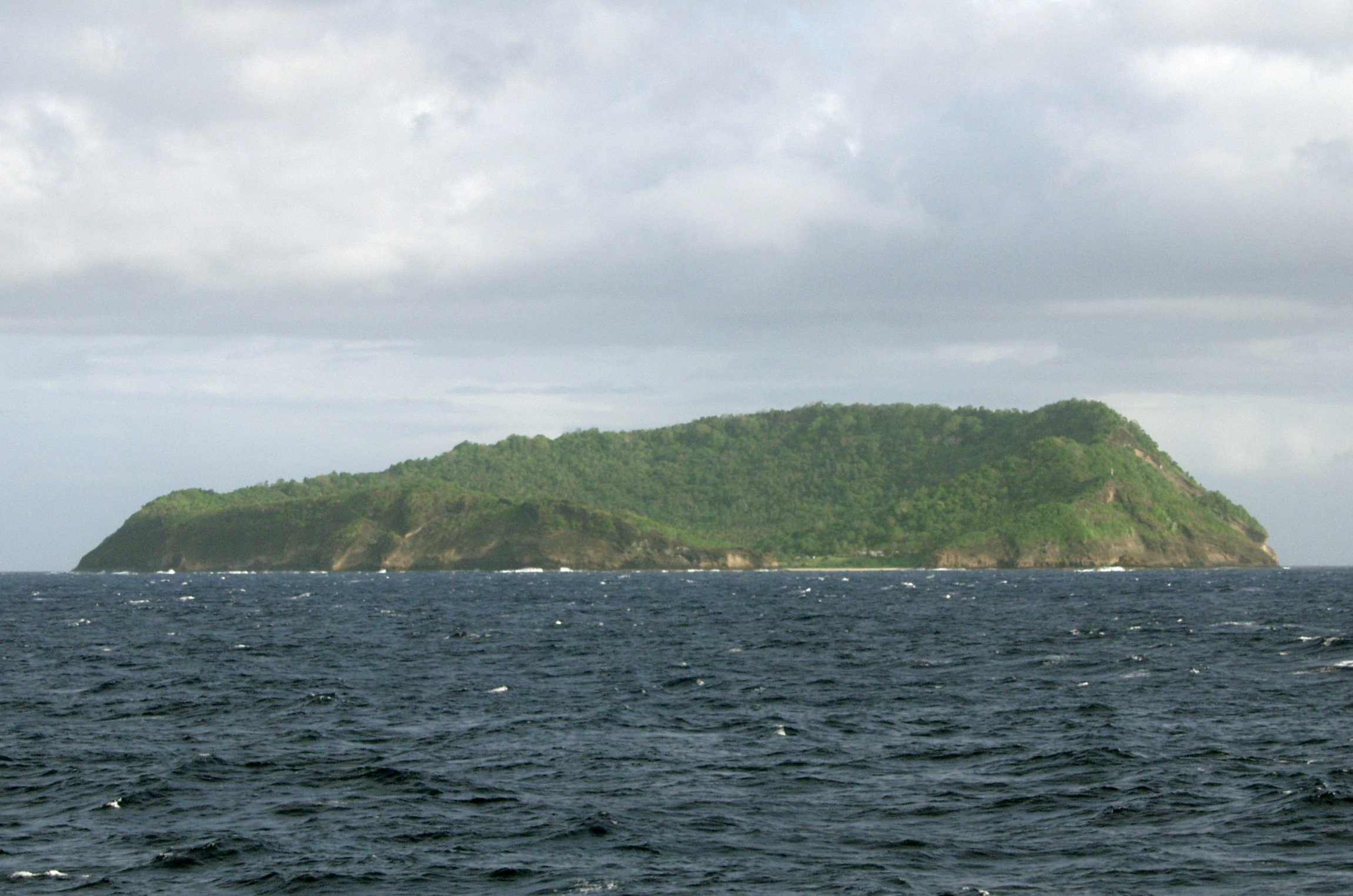
아폴리마섬

아폴리마섬(Apolima)은 태평양 사모아에 있는 섬으로 인구는 75명(2006년 기준)이다. 동쪽에 위치한 우폴루섬과 서쪽에 위치한 사바이섬 사이에 위치하며 아폴리마 해협과 접한다. 이웃한 섬으로는 마노노섬이 있다. 행정 구역상으로는 아이가이레타이구에 속한다.